# Citrobacter gillenii
Citrobacter gillenii e una specie di battere gram-negativo appartenente al genere citrobacter identificato per la prima volta da Brenner et al. nel 1999.